# Boutonnière (géologie)
Pour les articles homonymes, voir Boutonnière.

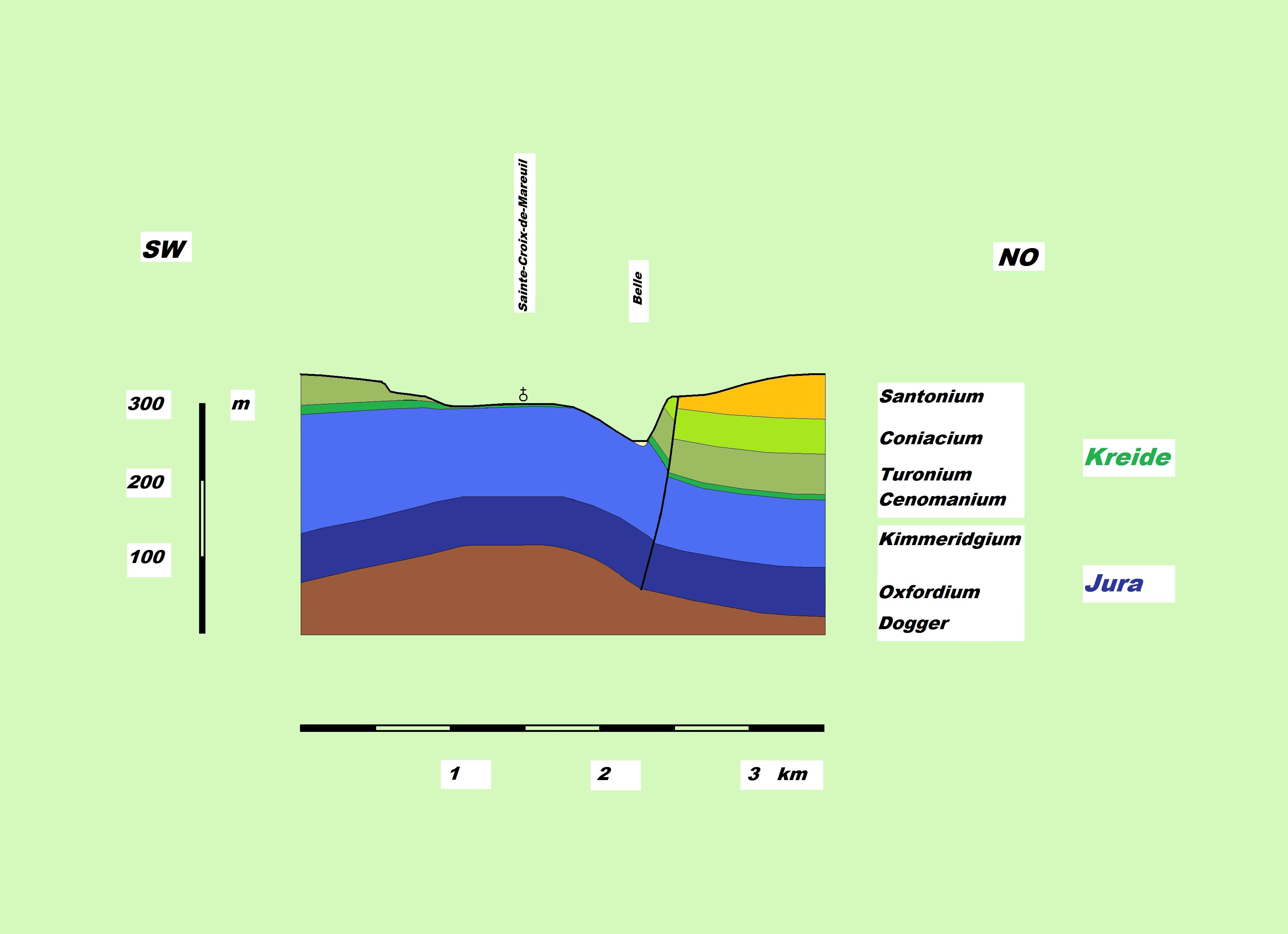
Coupe de l'anticlinal de Mareuil, au nord du Bassin aquitain.

Carte géologique du bassin anglo-parisien montrant la boutonnière du Boulonnais et du Pays de Bray.

Une boutonnière ou bray est une dépression allongée creusée, par érosion, dans la partie haute de l'anticlinal. L'évidement dans les formations peu résistantes des séries sédimentaires plissées provoquent une inversion de relief, découvrant des couches géologiques différentes de celle de la surface de l'anticlinal. Les boutonnières du Warndt, du Boulonnais (partie française de l'anticlinal Weald-Artois (en)), du Pays de Bray en sont des exemples connus.

## Géotopes
Plusieurs boutonnières sont recensées dans des inventaires de géotopes,.